# Ciona intestinalis
Ciona intestinalis  (лат.) — вид оболочников рода Ciona класса асцидий с очень мягкой оболочкой. Вид распространён во всех морях. Со времени описания Ciona intestinalis Карлом Линнеем в 1767 году этот вид является модельным организмом хордовых беспозвоночных в эмбриологии и геномике.
Геномный анализ показал наличие нескольких (от 2 до 4) близких видов. Эти виды являются инвазивными, т. к. их ареал постоянно расширяется.

## Таксономия

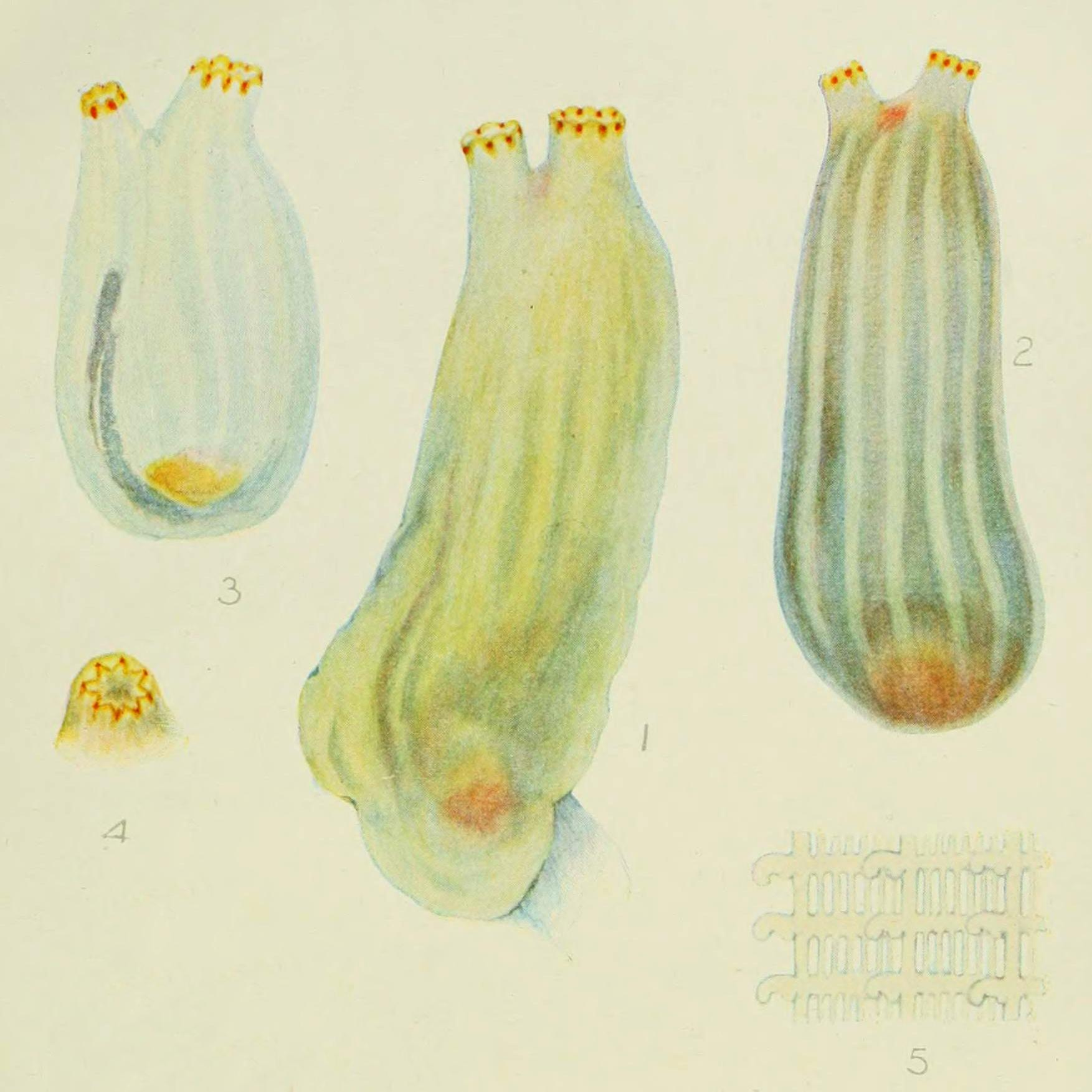
1 и 2. Взрослая особь (1, расслабленная; 2, слегка сжавшаяся). 3. Молодая особь. 4. Отверстие сифона. 5. Часть жаберного мешка: увеличено.

Карл Линней отнёс Ciona intestinalis к моллюскам, однако Александр Ковалевский обнаружил, что головастико-образная личиночная стадия в развитии этого оболочника имеет большое сходство с позвоночными животными. Поздние молекулярные филогенетические и филогеномные исследования доказали, что из всех беспозвоночных оболочники являются самыми близкими родственниками позвоночных животных. Полный геном Ciona intestinalis был расшифрован в 2002 году и было обнаружено, что несмотря на небольшой размер, составляющий менее 1/20 части генома человека, он содержит практически полный набор генов, характерный для позвоночных.

## Описание
Ciona intestinalis является одиночной асцидией с цилиндрическим мягким гелеобразным телом до 20 см в длину. Цвета тела и дистального отдела сифона являются основными характеристиками, отличающими близкородственными виды этого видового комплекса.
Тело Ciona intestinalis мешкообразное, покрыто оболочкой, являющейся продуктом секреции эпидермальных клеток организма. Тело крепится за счёт пермананетной основы, находящейся на задней части тела. На противоположной части тела располагаются два отверстия: оральные и атриальный сифоны. Вода поступает в организм через оральный (ротовой) сифон и выходит через атриальный (клоакальный) сифон.